# آنتونی کونترراس
آنتونی کونترراس (اسپانیایی: Anthony Contreras‎؛ زادهٔ ۲۹ ژانویهٔ ۲۰۰۰) بازیکن فوتبال اهل کاستاریکا است.
از باشگاه‌هایی که در آن بازی کرده‌است می‌توان به اشاره کرد.
وی همچنین در تیم ملی فوتبال کاستاریکا بازی کرده‌است.